# Arbaciella elegans
Espèce
Arbaciella elegans est une espèce d’oursin régulier de la famille des Arbaciidae. C'est un oursin minuscule et assez rare, que l'on trouve parfois, en profondeur et à l'abri de la lumière. Il est signalé en Méditerranée, mais probablement à tort. 

## Description

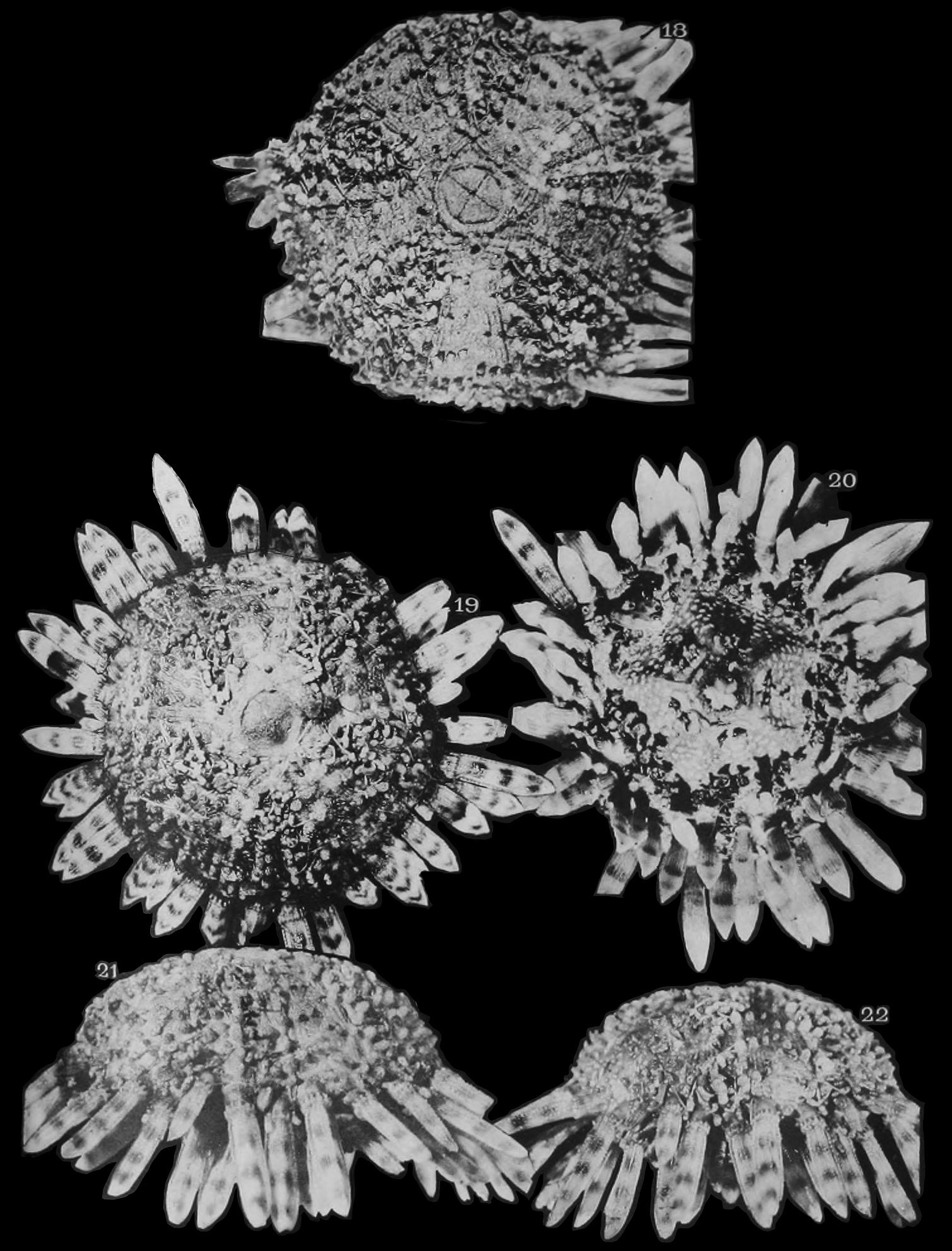
Photographies anciennes.

Ce sont des oursins réguliers minuscules, dont le test (coquille) atteint 7 mm de diamètre (mais ils sont matures dès 4,5 mm). Ils ne portent de longues radioles (piquants) que sur la périphérie, partant de la face orale, de section triangulaire. Le test est hémisphérique et très écrasé, avec une face orale plane et une face aborale bombée, distinctement granuleuse. Les radioles primaires sont aplaties mais pointues, et de section triangulaire ; elles ne dépassent pas 2 mm,.
C'est une espèce très cryptique, et relativement rare, d'autant plus que la confusion avec des juvéniles d'Arbacia lixula est aisée et fréquente ; cependant ceux-ci ont des piquants de section ronde.

## Habitat et répartition
Cette espèce est présente sur les côtes ouest-africaines (l'holotype vient du Gabon). C'est une espèce sciaphile, qui fuit la lumière ; on la trouve de la surface à 70 m de profondeur, mais surtout au-delà des 10 m.
Cette espèce est signalée en Méditerranée occidentale, notamment sur les côtes françaises : il s'agit cependant probablement d'une confusion avec des juvéniles de l'Oursin noir Arbacia lixula,. 

## Écologie et comportement
C'est une espèce extrêmement cryptique, et rarement observée (et encore plus rarement identifiée avec précision). Elle se nourrit principalement d'algues, qu'elle broute sur le substrat au moyen de sa puissante mâchoire, appelée « lanterne d'Aristote ».
La reproduction est gonochorique, et mâles et femelles relâchent leurs gamètes en même temps grâce à un signal phéromonal, en pleine eau, où œufs puis larves vont évoluer parmi le plancton pendant quelques semaines avant de se fixer.